# Tarás Kompanichenko
Таras Kоmpanichenkо (en ucraniano: Тарас Компаніченко; Kiev, RSS de Ucrania, 14 de noviembre de 1969) es un artista, kobzar, bandurista, lirnyk, compositor y cantautor ucraniano. Forma parte activa del Kobzarskyi Tsekh, también conocido como "gremio Kobzar", así como de los conjuntos de música antigua "Chore Kozacka" y "Sarmatica". Kompanichenko ha participado activamente en importantes eventos históricos de Ucrania, incluyendo la Revolución Naranja en noviembre de 2004 y enero de 2005, así como en Euromaidan entre 2013 y 2014. Por sus contribuciones al arte y la cultura ucranianos, ha sido honrado como Artista Mérito de Ucrania y ha sido galardonado con el Premio Vasyl Stus.
Inicialmente entrenado como pintor e historiador del arte, optó por dejar atrás esta carrera para dedicarse a la música. Sin embargo, cuando Rusia llevó a cabo una invasión masiva en Ucrania, decidió empuñar las armas y se unió a la 241.ª Brigada de Defensa Territorial. 